# Blue Wing Blitz
Blue Wing Blitz (ブルーウィングブリッツ?) es un videojuego de rol táctico exclusivo de Japón desarrollado y distribuido por Squaresoft el 5 de julio de 2001 para la WonderSwan Color y también compatible con la WonderSwan.
A diferencia de los videojuegos de táctica normales, Blue Wing Blitz se centra en batallas aéreas, luchando con los aviones que se pueden personalizar. Los acontecimientos del juego comienzan en la República Esk, en un mundo ficticio sin nombre. Esk se ve amenazada por el imperio militarista de Ordia, y el jugador del partido se da la misión a fin de repeler la invasión. 

## Jugabilidad
Blue Wing Blitz es un tradicional juego de rol táctico basado en turnos, a pesar de que tiene la particularidad de involucrar a la mayoría de las unidades de aire. Estos se mueven en un mapa la red, y un encuentro con una unidad enemiga abre un separado, la pantalla de combate de primer plano en la cual hasta dos unidades de aliado y dos unidades enemigas enlazan en una pelea corta; el jugador utiliza comandos de menú para atacar, cambiar de altitud o tomar maniobras evasivas.
Diferentes partes de cada unidad pueden estar dañadas, y el éxito de cada ataque depende de las unidades estadísticas, así como maniobras. Varias unidades de tierra también están presentes en mapa cuadriculado, y sólo puede ser destruida por los bombarderos. El nivel de combustible y la cantidad de munición de cada unidad son limitados y debe ser rellenado cuando es necesario.
Después de cada misión, el avión puede ser mejorado, personalizado o remodelado con varias armas y equipo se desarrollados en la fábrica. Cuya actualizaciones están disponibles depende del grado de éxito del jugador en la misión precedente.

## Argumento

### Escenario
El mundo ficticio de Blue Wing Blitz se compone de islas flotantes, y el uso del avión es extendido. La mayor parte de las islas son poseídas y gobernadas por el Imperio expansionista de Ordia, que posee el avión superior. Uno de los estados independientes es la República Esk, una nación agraria rica que suministra la comida a otros países, tales como la Federación Unida de Roggina o los reinos de Mackai y Peag. Al comienzo del juego, Trund, el primer ministro de Esk, Reúne una fuerza rebelde para recuperar los territorios amenazados por Ordia.

### Personajes
Los jugadores controlan a los miembros de la fuerza rebelde de Esk, quién cada uno tiene un avión distinto. El personaje principal del juego es un aprendiz piloto de dieciséis años llamado Keid, del pueblo Tadaga, mientras el segundo personaje representable es Payer, un piloto mayor femenino de la misma edad. Ella se ofrece para defender Tadaga de ejércitos enemigos y encuentra a Keid, quién se enlista en la fuerza de rebelde como una oficial. El tercer personaje representador, Havilan, es un veterano que vuela en una cañonera.
Otros personajes representantes incluyen notablemente a Blore, un estratega y piloto dedicado de la Royal Air Force de Mackai; y Rayetta, su hermana más joven y piloto de bombardero. Roster, un aliado de Ordia que en secreto conduce la resistencia de Roggina Spirit también se afilia al partido del jugador; como hace Poty, el cuarto príncipe de Peag y piloto de bombardero, y su guardia femenina Sersh.

## Desarrollo
Blue Wing Blitz fue oficialmente anunciado el 8 de marzo de 2001, y fue el segundo título original de Square para la consola portátil exclusiva de Japón WonderSwan Color de Bandai, después Wild Card. Un tráiler del juego apareció en el DVD bonus incluido en el lanzamiento japonés de Final Fantasy X.
El juego fue desarrollado por el mismo equipo responsable de la serie Front Mission, mientras que los personajes fueron diseñados por Nobuyuki Ikeda. El puntaje para el juego, que nunca fue liberado en forma de álbum, fue compuesta por Kumi Tanioka y era la primera vez que ella compuso una banda sonora por sí misma.

## Mercadería
Una guía de estrategia oficial de 95 páginas, titulada Blue Wing Blitz Freedom Fighter's Guide, fue distribuida por DigiCube en la misma fecha del juego. Los contenidos incluyen información sobre los personajes y el escenario,  explicaciones del sistema de batalla, screenshots de mapa, y referencia y tablas de datos.

## Recepción
Blue Wing Blitz se vendió pobremente, con alrededor de 20.000 unidades vendidas un año después de su lanzamiento. En una previsualización del título, el sitio web de juegos GIA elogió los gráficos del juego, afirmando que el carácter de los diseños Nobuyuki Ikeda "agregó estilo y encanto" a las batallas y escenas de corte, a pesar del campo de gráficos simples y las limitaciones técnicas de la consola. RPGamer tomó nota que el enfoque del juego en el avión fue una "nueva e interesante toma en un concepto clásico".